# Ivan Šprajc
Ivan Šprajc [ívan šprájc], slovenski arheolog in etnolog, * 1955, Maribor.

## Življenje
Ivan Šprajc je rojen v Mariboru, Po končani gimnaziji se je vpisal na študij arheologije in etnologije na Filozofski fakulteti  v Ljubljani. Že v času študija se je zanimal za ameriške kulture. Diplomiral je leta 1982. Leta 1985 je v sklopu mednarodne izmenjave študentov zaprosil ter dobil enoletno štipendijo za podiplomsko izpopolnjevanje v Mehiki. Leta 1989 je magistriral iz zgodovine in etnozgodovine na Nacionalni šoli za antropologijo in zgodovino. Od leta 1992 do leta 2000 je delal kot raziskovalec na Nacionalnem inštitutu za antropologijo in zgodovino (INAH) v Ciudad de Méxicu. Leta 1997 je doktoriral iz antropologije na Nacionalni avtonomni univerzi v Mehiki. Zdaj pa dela kot predstojnik, znanstveni svetnik na Inštitutu za antropološke in prostorske študije ZRC SAZU ter predava na Oddelku za arheologijo Filozofske fakultete Univerze v Ljubljani. Leta 2003 je prejel priznanje Zlati znak ZRC SAZU.  Za knjigo o orientacijah v arhitekturi Majev sta s soavtorjem Pedrom Franciscom Sánchezom Navo leta 2016 prejela priznanje Alfonso Caso, ki ga podeljuje mehiški INAH.
Znanstveno delo Ivana Šprajca je že vrsto let osredotočeno na mezoameriško arheologijo in arheoastronomijo. Šprajc je opravil obsežne raziskave o pojmovanjih, povezanih s planetom Venero v mezoameriškem pogledu na svet, in o praktičnem in religioznem pomenu astronomskih orientacij v predšpanski arhitekturi. Njegov znanstveni opus obsega več monografskih publikacij in vrsto člankov, objavljenih v mednarodnih revijah in zbornikih. Od leta 1996 je doslej vodil enajst raziskovalnih odprav v mehiški zvezni državi Campeche v osrednjem delu polotoka Jukatan, kjer je njegova ekipa odkrila številna dotlej neznana arheološka najdišča, med drugim ostanke velikih urbanih središč z monumentalno arhitekturo, skulpturami, reliefi in napisi. Tako je odprava pod njegovim vodstvom leta 2004 na novo odkrila majevsko mesto Oxpemul, ki ga je leta 1934 odkrila odprava Karla Rupperta, a je zatonilo v pozabo.
Junija 2013 je bila obljavljena novica, da je mednarodna skupina arheologov pod Šprajcevim  vodstvom v težko prehodnem območju Calakmul na polotok Jukatan odkrila ostanke starodavnega majevskega mesta, ki je s površino več kot 22 hektarev in ostanki številnih stavb doslej največja poznana majevska naselbina na tem območju. Mesto je staro približno 1400 let. Na celotnem področju so ohranjene številne piramide, igrišča in oltarji. Največja piramida pa je visoka kar 23 metrov. V mestu naj bi po prvih informacijah živelo 30.000–40.000 ljudi. Mesto je bilo verjetno zapuščeno okrog leta 1000, domnevno zaradi demografskega pritiska, spremembe podnebja, vojn in upornikov. Prve namige, da bi se sredi gozda lahko skrivalo kaj več, so jim izdale 15 let stare fotografije, posnete iz zraka. Arheologi so potrebovali tri tedne, da so do domnevnega najdišča očistili pot, raziskovali pa so šest tednov.
Mesto so poimenovali Chactún, kar v majevskem jeziku pomeni Rdeči kamen oziroma Velika skala. Odpravo je odobril Nacionalni mehiški inštitut za antropologijo in zgodovino. Tri sezone Šprajčevih raziskav je podprla tudi ameriška neprofitna organizacija National Geographic Society. Leta 2008 je bil o njegovem delu posnet dokumentarni film z naslovom Skrivnosti Yucatana – Zid kraljev.
Leta 2024 je prejel Zoisovo nagrado za vrhunske dosežke na področju arheoloških in arheoastronomskih raziskav v Mezoameriki.

## Izbrana dela
- Šprajc, Ivan, Takeshi Inomata, Anthony F. Aveni. Origins of Mesoamerican astronomy and calendar: Evidence from the Olmec and Maya regions. Science Advances 9 (1): eabq7675. 2023. https://www.science.org/doi/10.1126/sciadv.abq7675
- Sánchez Nava, Pedro Francisco, in Ivan Šprajc. Orientaciones astronómicas en la arquitectura maya de las tierras bajas. México: Instituto Nacional de Antropología e Historia, 2015.
- Šprajc, Ivan. Quetzalcóatlova zvezda: planet Venera v Mezoameriki. Ljubljana: Založba ZRC, ZRC SAZU, 2006. ISBN 961-6568-38-8. (COBISS)
- Šprajc, Ivan. Izgubljena mesta: arheološka iskanja v deželi Majev. Ljubljana: Založba ZRC, 2019. ISBN 978-961-05-0208-1. https://doi.org/10.3986/9789610501794
- Šprajc, Ivan. Mehika pred Kolumbom. Ljubljana: Cankarjev dom, 2009. (COBISS)
- Šprajc, Ivan. Orientaciones astronómicas en la arquitectura prehispánica del centro de México, (Colección Científica 427). 1a ed. México: Instituto Nacional de Antropología e Historia, 2001. ISBN 970-18-4180-8. (COBISS)
- Šprajc, Ivan. Venus, lluvia y maíz : simbolismo y astronomía en la cosmovisión mesoamericana, (Colección científica, Serie Arqueología, 318). 1a reimpresión. México: Instituto Nacional de Antropología e Historia, 1998. ISBN 968-29-5229-8. (COBISS)
- Šprajc, Ivan. La estrella de Quetzalcóatl : el planeta Venus en Mesoamérica. Mexico: Diana, 1996. ISBN 968-13-2947-3. (COBISS)
- Šprajc, Ivan. Astronomy, architecture, and landscape in Prehispanic Mesoamerica. Journal of Archaeological Research 26 (2): 197-251. 2018. https://doi.org/10.1007/s10814-017-9109-z
- Šprajc, Ivan. Astronomical aspects of Group E-type complexes and implications for understanding ancient Maya architecture and urban planning. PLOS ONE 16 (4): e0250785. 2021. https://doi.org/10.1371/journal.pone.0250785